# Philip Hugenholtz
Philip (Phil) Hugenholtz (geb. in Auckland, Neuseeland) ist ein Mikrobiologie-Professor an der University of Queensland (UQ) in Brisbane, Australien. Er ist geboren als Sohn eines holländischen Einwanderers und einer Neuseeländerin in der fünften Generation.
Hugenholtz beschäftigt sich mit Methoden der Metagenomik, um die mikrobielle Dunkle Materie nicht kultivierbare Mikroben zu erforschen.
Dabei wenden er und seine Gruppe die Methoden zur Analyse metagenomischer Datensätze auf eine Reihe interessanter Organismen-Gemeinschaften an, arbeiten an Verbesserungen der biologischen Entfernung von Phosphor aus Klär- und anderen Schlämmen, erforschen das Mikrobiom in Termitendärmen (Biologischer Abbau von Holz) und vom Akkretionseis des Wostoksees. und an der Erstellung der Genome Taxonomy Database (GTDB).

## Jugend und Studium
Als Phil Hugenholtz zwölf Jahre alt war siedelte seine Familie von Neuseeland nach Australien über.
Bereits in seiner Schulzeit an der Primary School hatte Phil Hugenholtz ein Projekt über die Mikroorganismen im Teichwasser durchgeführt, wodurch er schon frühzeitig inspiriert wurde, Mikrobiologe zu werden.
Er störte sich daran, wie Mikroorganismen in der Forschungsgeschichte unterschätzt wurden, dass Tiere und Pflanzen als die Krone der Schöpfung (Darwin) gelten, obwohl der größte Teil der Vielfalt auf unserem Planeten ist mikrobieller Natur ist.
Sein Interesse an der unsichtbaren mikrobiellen Welt ist buchstäblich, gilt seine besondere Aufmerksamkeit seit geraumer Zeit der mikrobiellen Dunklen Materie, d. h. der überwiegenden Mehrheit der Mikroorganismen, die (bislang) nicht kultiviert (etwa auf einer Agarplatte) gezüchtet werden kann, und von der daher noch nicht einmal Mikrofotografien vorliegen.
Er studierte an der University of Queensland (UQ) in Brisbane an der australischen Ostküste, wo er während seiner Doktorarbeit auf diese Umstände von Professor Erko Stackebrandt aufmerksam gemacht wurde, der inzwischen Direktor der Deutschen Sammlung für Mikroorganismen und Zellkulturen (DSMZ) in Braunschweig ist (Stand 2005).

## Forschungsarbeit
Phil Hugenholtz promovierte 1994 in Mikrobiologie an der UQ. In seiner Doktorarbeit, die er zunächst mit Ian MacRae und dann mit John Fuerst durchführte, untersuchte er mikrobielle Gemeinschaften, die auf Kühlschlangen in Klimaanlagen wachsen.
Er isolierte u. a. Methylobakterien, die dort Biofilme bilden und Methylgruppen als Kohlenstoffquelle nutzen.
Die Schwierigkeiten bei der Kultivierung dieser Isolate bewogen ihn später, zwecks Beschreibung (Charakterisierung) kulturunabhängige Methoden auf der Grundlage von 16S-rRNA zu entwickeln.
Danach absolvierte Hugenholtz ein kurzes Postdoc in Australien, wo er an Methoden arbeitete, mit Hilfe von Bakterien Phosphor aus Klärschlamm zum Zweck der Abwasseraufbereitung zu entfernen.
Von 1995 bis zum Sommer 1997 arbeitete er weiter als Postdoc im Labor von Norm Pace an der University of Indiana in Bloomington und folgte dann Pace, als dieser an die University of California, Berkeley (UC Berkeley) umzog.
Hier wirkte er an einem Projekt mit zur Erforschung von Bakterien in der Thermalquelle Obsidian Pool im Yellowstone-Nationalpark. Diese konnten bereits mit Hilfe der Metagenomik (durch DNA-Sequenzierung ihres Genoms) identifiziert werden, ohne sie sie kultivieren zu müssen. Dabei wurde bereits eine große Zahl bisher unbekannter Bakteriengruppen (darunter 12 Phyla, d. h. Abteilungen) durch Analyse der 16S-rRNA identifiziert. Dies waren so viele, dass sie eine größere getnetische Vielfalt repräsentierten als alle Wirbeltiere zusammen. Dies bedeutet, dass ihre Rolle in der Evolution, im Stammbaum der Bakterien nicht unterschätzt werden kann.
1998 wechselte er zurück nach Australien.
Zusammen mit Linda Blackall untersuchte er die mikrobielle Ökologie von Belebtschlämmen.
Er setzte sein Interesse an der neuartigen mikrobiellen Vielfalt fort, indem er zusammen mit dem damaligen Doktoranden Gene Tyson beschrieb er den Kandidatenstamm TM7 (heute Saccharibacteria genannt).
Es zeigte sich dabei, dass Schlämme in Bioreaktoren sich als ein sehr gut geeignetes Modell für mikrobielle Gemeinschaften (vgl. Konsortium) eignen.
Im Jahr 2001 wechselte er als Assistenzprofessor zur Gruppe Computational Biology and Bioinformatics im Fachbereich Mathematik der UQ um sich mit Bioinformatik zu beschäftigen.
Hier entwickelte er zusammen mit Thomas Huber das Programm Bellerophon zur Erkennung von Sequenz-Chimären (im Rahmen der Metagenomik aus Teilstücken wie in einem Puzzle fehlerhaft zusammengesetzte vorhergesagte DNA-Sequenzen, die nicht der tatsächlichen DNA irgendeines Organismus entsprechen).
Im Jahr 2002 holte ihn Jill Banfield an ihr Labor zurück an die UC Berkeley, wo mit Methoden der Metagenomik an der direkten DNA-Sequenzierung mikrobieller Gemeinschaften gearbeitet wurde.
Im Mai 2004 kam er zum Joint Genome Institute (JGI), um das Programm Mikrobielle Ökologie (Microbial Ecology Program) zu leiten.
Später war Hugenholtz wieder Mitglied eines Teams an der UQ: Unter Gene Tyson nahm er Metagenomik-Analysen an Permafrostboden vor. Dabei fanden sich Hinweise auf methanproduzierende Mikroben, die so zum Treibhauseffekt und der globalen Erwärmung beitragen.
Phil Hugenholtz und sein Team haben den Metagenomik-Ansatz inzwischen auf viele verschiedene Lebensräume (Habitate) angewendet.
Er gründete zusammen mit Gene Tyson das Australian Centre for Ecogenomics an der UQ – Umweltgenomik (englisch Ecogenomics) kann als eine andere Bezeichnung für Metagenomik verstanden werden.
Er arbeitet dort an der Genome Taxonomy DataBase (GTDB) – einem vom Australian Research Council finanzierten Projekt, das versucht, aufgrund von Genomsequenzen eine Neuklassifizierung der Prokaryoten (Bakterien und Archaeen) vorzunehmen.
Die herkömmliche Taxonomie dieser beiden Mikroben-Domänen beruht auf offiziellen Veröffentlichungen zu kultivierten Mikrobenstämmen (siehe LPSN und DSMZ), was wegen der stark unterschiedlichen Kuktivierbarkeit ein sehr uneinheitliches und unausgewogenes Bild ergibt. Dieses Problem versucht das Team von Phil Hugenholtz mit Hilfe der Metagenomik anzugehen, in dem DNA-Sequenzen der „mikrobiellen Dunklen Materie“ mit herangezogen werden, um ein ausgewogeneres Bild der mikrobiellen Vielfalt des Lebens zu erhalten.
Zu diesem Zweck arbeitet Phil Hugenholtz an dem Projekt Genomic Encyclopedia of Bacteria and Archaea (GEBA) mit.

## Forschungsschwerpunkte
- Metagenomik – kulturunabhängige sequenzbasierte Beschreibung und Charakterisierung mikrobieller Gemeinschaften[13]
- Mikrobielle Biodiversität und Evolution[13]

## Mitgliedschaften
Phil Hugenholtz ist oder war (mit Stand 23. Januar 2023) u. a.
- ARC Australian Laureate Fellow an der School of Chemistry and Molecular Bioscience (Schule für Chemie und Molekulare Biowissenschaften), Fakultät für Naturwissenschaften der UQ[1]
- Außerordentlicher Professor (Affiliate Professor) am Diamantina-Institut der Medizinischen Fakultät der UQ[1]
- Außerordentlicher Professor (Affiliate Professor) am Frazer-Institut der UQ[3]
- Gruppenleiter an der School of Chemistry and Molecular Biosciences der UQ[2]
- Mitglied des Fachbeirats am Max-Planck-Institut für Marine Mikrobiologie[14]

## Ehrungen
- 2017 ernannt zum Mitglied der Australian Academy of Science[6]
- Die Bakteriengattung Hugenholtzia mit der Spezies Hugenholtzia roseola wurde 2017 von Hahnke et al. nach ihm benannt

## Veröffentlichungen (Auswahl)
- Adrián A. Davín, Dominik Schrempf, Tom A. Williams, Philip Hugenholtz, Gergely J. Szöllősi: Relative Time Inference Using Lateral Gene Transfers. In: H. Luo (Hrsg.): Environmental Microbial Evolution, Band 2569 der Buchserie Methods in Molecular Biology (MIMB), Humana, New York, S. 75–94; Epub 10. September 2022; doi:10.1007/978-1-0716-2691-7_4.
- Philip Hugenholtz, Gene W. Tyson, Linda L. Blackall: Design and evaluation of 16S rRNA-targeted oligonucleotide probes for fluorescence in situ hybridization. In: Gene probes: principles and protocols, Band 179 der Buchserie Methods in Molecular Biology (MIMB), Humana Press, New Jersey, S. 29–42; doi:10.1385/1-59259-238-4:029.
- Lindsay I. Sly, Philip Hugenholtz: Blastobacter: Proteobacteria > Alphaproteobacteria > Rhizobiales > Bradyrhizobiaceae. In: Bergey's manual of systematics of archaea and bacteria. John Wiley & Sons, Chichester, United Kingdom; S. 1–11, 14. September 2015; doi:10.1002/9781118960608.gbm00800.
- Lindsay I. Sly, Philip Hugenholtz: Blastomonas: Proteobacteria > Alphaproteobacteria > Sphingomonadales > Sphingomonadaceae. In: Bergey's manual of systematics of archaea and bacteria. John Wiley & Sons, Chichester, United Kingdom; S. 1–7, 14. September 2015; doi:10.1002/9781118960608.gbm00918.
- Bharat K. C. Patel, Philip Hugenholtz: Anaerobaculum: Synergistes > Incertae Sedis. In: Bergey's Manual of Systematics of Archaea and Bacteria, John Wiley & Sons, Chichester, United Kingdom; S. 1–7, 14. September 2015; doi:10.1002/9781118960608.gbm01254.
- Susannah G. Tringe, Philip Hugenholtz, Philip: The enduring legacy of small subunit rRNA in microbiology. In: Handbook of molecular microbial ecology I: metagenomics and complementary approaches, John Wiley & Sons, Hoboken, New Jersey, S. 123–128, 3. Mai 2011; doi: 10.1002/9781118010518.ch15.